# Limnius intermedius
Limnius intermedius is een keversoort uit de familie beekkevers (Elmidae). De wetenschappelijke naam van de soort werd in 1881 gepubliceerd door Léon Marc Herminie Fairmaire.